# Albania Kaukaska
Albania Kaukaska (orm. Աղվանք, Aghvank, az. Qafqaz Albaniyası, part. Ardhan, pahl. Arran, arab. Al Ran, gr. Ἀλβανία) – państwo historyczne, królestwo istniejące w starożytności na terenie obecnego Azerbejdżanu i południowej części Dagestanu.

## Toponimia
Jego nazwa, „Albania”, jest pochodzenia grecko-łacińskiego i oznacza w tych językach „górzysty kraj”. Według Pliniusza stolicą królestwa była Qəbələ, obecnie pozostały po niej ruiny oraz nazwa jednego z rejonów administracyjnych Azerbejdżanu: Quabala. Strabon opisywał, że zamieszkują to królestwo ludy posługujące się 26 językami. Według Roberta Hewsena były to ludy ibero-kaukaskie, które być może dzięki warunkom terenowym (analogia z Baskami) nie uległy asymilacji przez Indoeuropejczyków, którzy zdominowali rozległe obszary Europy i Azji zachodniej.

## Historia
Królestwo powstało w IV wieku p.n.e. W 65 roku p.n.e. próbowali je podbić Rzymianie, zakusy te jednakże odparto, zadając najeźdźcom duże straty. Przez pewien okres Albania była sojuszniczką Rzymu w jego starciach m.in. z Partami. W latach 252-253 kraj został podbity przez Sasanidów, stając się jedną z satrapii (satrapia Albanii). W roku 387 dokonano podziału Albanii między Sasanidów a Bizancjum. W 451 r. miało miejsce nieudane powstanie przeciwko Persji. W 504 roku cała Albania Kaukaska została podbita przez Sabirów lub Chazarów, a następnie odbita przez szacha Kawada. Chazarowie zajęli ją ponownie w 552 roku i równie szybko utracili na rzecz Persów. W połowie VII wieku przeszła pod panowanie arabskie, od tej pory nie używano już tej nazwy w kontekście regionu czy jednostki politycznej, nowi władcy zjednoczyli kraj z Armenią.